# 판의 미로
《판의 미로 - 오필리아와 세 개의 열쇠》(스페인어: El laberinto del fauno/영어: Pan's Labyrinth)는 2006년 기예르모 델 토로가 각본, 연출, 공동 제작한 스페인-멕시코의 다크 판타지 영화이다. 이바나 바케로, 세르히 로페스, 마리벨 베르두, 더그 존스, 아리아드나 힐이 주연을 맡았다.
이야기는 1944년 여름, 프랑코 정권 초기의 스페인을 배경으로 한다. 서사는 이 현실 세계와 우거진 폐허가 된 미궁, 그리고 주인공 오필리아가 교류하는 신비로운 판을 중심으로 한 신화적 세계를 교차시킨다. 오필리아의 의붓아버지인 비달 대위는 프랑코 정권에 저항하는 스페인 마키를 추적하는 한편, 오필리아의 임신한 어머니는 점점 병세가 악화된다. 오필리아는 여러 기이하고 마법적인 생명체들을 만나게 되는데, 이들은 그의 이야기에서 중심적인 존재가 되어 오래된 미로 정원의 시련들을 통과하도록 이끈다. 영화는 분장, 애니매트로닉스, CGI 효과를 활용하여 등장하는 생명체들에 생명을 불어넣었다.
델 토로는 이 이야기를 동화의 영향을 받은 비화로 여긴다고 밝혔다. 이 작품은 델 토로가 감독 DVD 코멘터리에서 《판의 미로》의 정신적 전작이라고 언급한 2001년 영화 《악마의 등뼈》의 주제들을 다루고 이어간다. 스페인과 멕시코의 국제 공동 제작 영화이다.
《판의 미로》는 2006년 5월 27일 칸 영화제에서 초연되어 22분간의 기립 박수를 받았다. 워너 브라더스 픽처스가 10월 11일 스페인에서, 10월 20일 멕시코에서 극장 개봉했다. 시각 효과와 분장 효과, 연출, 각본, 촬영, 음악, 세트 디자인, 배우들의 연기 등이 극찬을 받으며 폭넓은 비평가들의 호평을 얻었다. 전 세계 박스오피스에서 8,300만 달러의 수익을 올렸으며, 아카데미상 3관왕, 영어가 아닌 최우수 영화상을 포함한 영국 아카데미 영화상 3관왕, 아리엘상 최우수 작품상, 휴고상 장편 극영화 부문상 등 수많은 상을 수상했다. 《판의 미로》는 이후 델 토로의 대표작이자 역대 최고의 판타지 영화 중 하나, 최고의 스페인어 영화 중 하나로 여겨지고 있으며, 2000년대와 21세기, 그리고 영화사를 통틀어 최고의 영화 중 하나로 평가받고 있다.
델 토로가 속편 《3993》을 구상하였으나 결국 취소되었다. 델 토로와 코르넬리아 풍케가 쓴 소설화 작품이 2019년 출간되었다.

## 줄거리
동화 속에서 지하 세계의 왕의 딸인 모아나 공주는 인간 세계를 방문하지만, 햇빛에 눈이 멀어 기억을 잃게 된다. 그는 필멸자가 되어 결국 죽음을 맞이한다. 왕은 언젠가 그의 영혼이 지하 세계로 돌아올 것이라 믿고, 그의 귀환을 준비하며 세계 곳곳에 관문 역할을 하는 미로들을 건설한다.
1944년 프랑코 정권 시기의 스페인, 10살 소녀 오필리아는 임신한 어머니 카르멘과 함께 새로운 의붓아버지인 비달 대위를 만나러 간다. 팔랑헤주의에 심취한 민간 방위대 장교인 비달은 스페인 마키를 추적하는 임무를 맡게 된다. 오필리아가 요정이라고 믿는 큰 막대벌레가 그를 고대의 석조 미로로 인도하지만, 비달의 가정부이자 비밀리에 오빠 페드로와 다른 마키 대원들을 돕고 있는 메르세데스가 그를 막는다. 그날 밤, 막대벌레가 오필리아의 침실에 나타나 요정으로 변신해 그를 미로로 인도한다. 그곳에서 오필리아는 자신이 모아나 공주의 환생이라고 믿는 판을 만난다. 판은 그에게 책 한 권을 주며 불멸성을 얻고 자신의 왕국으로 돌아가기 위해 완수해야 할 세 가지 과제가 그 안에 있다고 말한다.
오필리아는 첫 번째 과제인 거대한 두꺼비의 배에서 열쇠를 꺼내오는 일을 완수하지만, 상태가 점점 악화되는 어머니를 걱정하게 된다. 판은 오필리아에게 맨드레이크 뿌리를 주며 카르멘의 침대 밑에 두고 정기적으로 피를 먹이라고 지시하는데, 이는 카르멘의 병세를 완화시키는 것처럼 보인다. 세 명의 요정 안내자와 함께하고 마법의 분필 조각을 든 오필리아는 두 번째 과제인 창백한 사나이의 거처에서 단검을 가져오는 일을 완수한다. 창백한 사나이는 아이들을 잡아먹는 괴물이다. 그곳에서 아무것도 먹지 말라는 경고를 받았음에도 포도 두 알을 먹어 창백한 사나이를 깨우게 된다. 그는 요정 둘을 삼켜버리고 오필리아를 쫓지만, 오필리아는 가까스로 도망친다. 불복종에 분노한 판은 오필리아에게 세 번째 과제를 주기를 거부한다.
이 시기에 오필리아는 마키를 추적하는 과정에서 드러나는 비달의 잔혹성을 알게 된다. 지역 농부 두 명을 죽인 후, 비달은 붙잡은 마키 대원을 심문하고 고문한다. 그는 페레이로 의사에게 포로를 치료하라고 명령하지만, 페레이로는 포로의 간청에 따라 안락사를 시킨다. 페레이로가 마키와 협력하고 있음을 알아챈 비달은 그를 죽인다. 후에 비달은 맨드레이크 뿌리를 돌보는 오필리아를 발견하고, 이를 망상이라고 여긴다. 카르멘도 동의하며 뿌리를 불 속에 던져버린다. 그는 즉시 고통스러운 진통을 겪다가 비달의 아들을 낳고 죽는다.
스파이임이 발각된 메르세데스는 오필리아와 함께 도망치려 하지만 붙잡힌다. 오필리아는 자신의 침실에 갇히고, 메르세데스는 심문을 받으러 끌려간다. 메르세데스는 스스로를 풀어주고, 마키에 재합류하기 위해 도망치면서 비달에게 치명적이지 않은 상처를 입힌다. 오필리아에게 세 번째 과제를 수행할 기회를 주기로 마음을 바꾼 판이 돌아와, 새로 태어난 남동생을 미로로 데려와 과제를 완수하라고 말한다. 오필리아는 아기를 데리고 미로로 도망친다. 마키가 민간 방위대 초소를 공격하는 동안 비달이 그를 추적한다.
오필리아는 미로의 중심에서 판을 만난다. 판은 세 번째 과제를 완수하고 지하 세계로 가는 관문을 열기 위해 순수한 자의 피가 필요하다며 아기의 피를 조금 뽑자고 제안하지만, 오필리아는 남동생을 해치기를 거부한다. 비달은 판을 볼 수 없는 상태에서 판과 대화하는 오필리아를 발견한다. 판이 떠나고, 비달은 오필리아의 품에서 아기를 빼앗은 뒤 그를 쏜다. 비달이 미로 입구로 돌아오자 메르세데스와 페드로를 포함한 마키들이 그를 에워싼다. 자신이 죽을 것을 알고 있는 비달은 메르세데스에게 아기를 건네며 아들에게 아버지가 죽은 시각을 알려달라고 부탁한다. 메르세데스는 그의 아들이 아버지의 이름조차 모르게 될 것이라고 대답하고, 페드로가 비달을 죽인다.
메르세데스가 미로에 들어가 죽어가는 오필리아를 위로한다. 오필리아의 피가 나선형 석조 계단 중앙을 따라 제단으로 떨어진다. 그러자 잘 차려입고 부상 없는 오필리아가 황금빛 왕좌가 있는 방에 나타난다. 지하 세계의 왕은 오필리아가 다른 이의 피가 아닌 자신의 피를 흘리기로 선택함으로써 마지막 시험을 통과했다고 말한다. 판은 오필리아의 선택을 칭찬하며 "전하"라고 부른다. 지하 세계의 여왕인 그의 어머니는 오필리아에게 아버지 곁에 앉아 함께 통치하자고 청한다. 석조 미로에서 오필리아는 미소 지으며 죽음을 맞이한다.
에필로그는 모아나 공주의 이야기를 마무리하며, 그가 지하 세계로 돌아와 수세기 동안 자비와 정의로 통치했고, 인간 세계에서 보낸 시간의 흔적을 "어디를 봐야 할지 아는 사람들만이 볼 수 있는" 작은 흔적들로 남겼다고 전한다.

## 출연
- 이바나 바케로 - 오필리아 역
- 세르지 로페스 - 비달 대위 역
- 마리벨 베르두 - 메르세데스 역
- 더그 존스 - 판 역
- 아리아드나 힐 - 카르멘 역

## 한국판 성우진(KBS)
- 이선 - 오필리아(이바나 바쿠에로)
- 강구한 - 비달 대위(세르기 로페즈)
- 차명화 - 멜세데스(마리벨 베르두)
- 배정미 - 카르멘(아리아드나 길)
- 안종국 - 판(더그 존스)
- 김창주 - 페레이로 박사(알렉스 앙굴로)
- 성창수 - 세레노(세자르 베라) / 노인(치초 캄필로)
- 류다무현 - 가르세스(마놀로 솔로) / 해설(파블로 아단)
- 김혜주 - 요리사(페파 페드로체)
- 최창석 - 페드로(로제 카사마오르)
- 최하나 - 요리사(롤라 게토)
- 박영재 - 노인의 아들(마일로 타보아다)

## 수상내역
- 2006년 제71회 뉴욕 비평가 협회상에서 촬영상을 수상했다.
- 2006년 제32회 LA 비평가 협회상에서 미술상을 수상했다.
- 2007년 제41회 전미 비평가 협회상에서 작품상을 수상했다.
- 2007년 제60회 영국 아카데미 시상식에서 분장상, 의상상, 외국어영화상을 수상했다.
- 2007년 제79회 미국 아카데미 시상식에서 촬영상, 미술상, 분장상을 수상했다.

## DVD
2007년 2월 14일에 판의 미로 DVD 한정판 출시되었다.
- 구성
  - '오필리아의 책'
  - 스페셜 피처가 담긴 디스크 두 장
  - 길예르모 델 토로 감독의 일러스트가 담긴 일러스트북
  - 열쇠를 본딴 금장 책갈피

## 사운드트랙
- 1. "Long, Long Time Ago (Hace Mucho, Mucho Tiempo)" – 2:14
- 2. "The Labyrinth (El Laberinto)" – 4:07
- 3. "Rose, Dragon (La Rosa y el Dragón)" – 3:36
- 4. "The Fairy and the Labyrinth (El Hada y el Laberinto)" – 3:36
- 5. "Three Trials (Las Tres Pruebas)" – 2:06
- 6. "The Moribund Tree and the Toad (El Árbol Que Muere y el Sapo)" – 7:12
- 7. "Guerilleros (Guerrilleros)" – 2:06
- 8. "A Book of Blood (El Libro de Sangre)" – 3:47
- 9. "Mercedes Lullaby (Nana de Mercedes)" – 1:39
- 10. "The Refuge (El Refugio)" – 1:32
- 11. "Not Human (El Que No Es Humano)" – 5:55
- 12. "The River (El Río)" – 2:50
- 13. "A Tale (Un Cuento)" – 1:55
- 14. "Deep Forest (Bosque Profundo)" – 5:48
- 15. "Waltz of the Mandrake (Vals de La Mandrágora)" – 3:42
- 16. "The Funeral (El Funeral)" – 2:45
- 17. "Mercedes (Mercedes)" – 5:37
- 18. "Pan and the Full Moon (La Luna Llena y el Fauno)" – 5:08
- 19. "Ofelia (Ofelia)" – 2:19
- 20. "A Princess (Una Princesa)" – 4:03
- 21. "Pan's Labyrinth Lullaby (Nana del Laberinto del Fauno)" – 1:47